# 技术史
技术史记录了人类各种技术革新和重大发明的历史。人类发明的各种新技术可以帮助人类更好地了解自然和宇宙，使人类生活的更为方便和舒适，技术的发展是经济发展的产物，反过来也是经济发展的动力，同时会影响社会文化的传统，是军事力量发展的工具。

## 技術演進的衡量

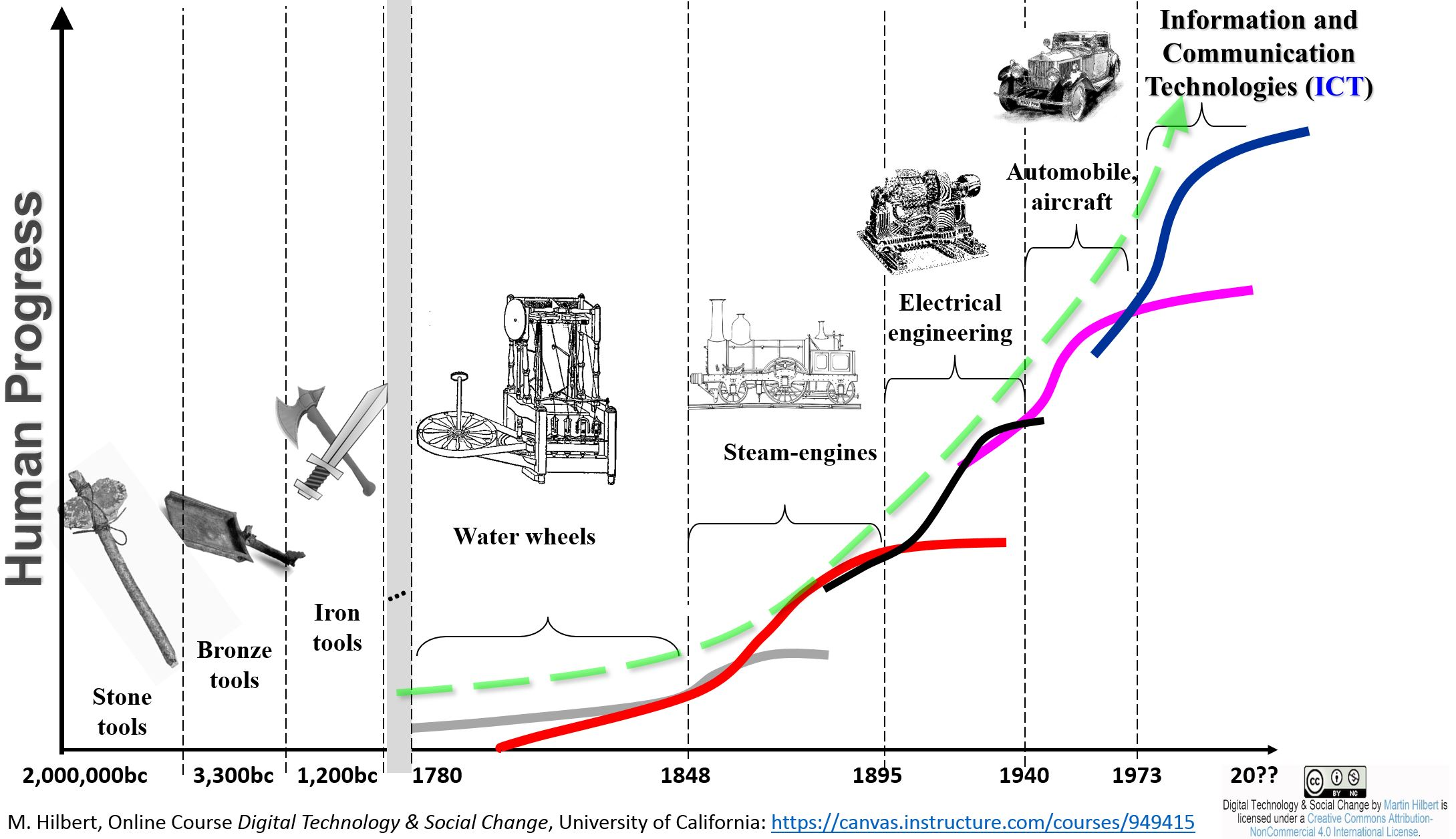
人类技术的演进

許多社會學家及人類學家都提出了有關社會文化進化論及文化演化的社會理論。像路易斯·亨利·摩尔根、莱斯利·怀特等人提出技術演進是促使人類文明發展的重要因素。摩尔根認為社會演化可分為蒙昧（savagery）、野蠻（barbarism）及文明三個階段，某些重要的技术发明，是人类社会文化发展史的阶段性标志：
- 蒙昧階段发明取火、弓箭和陶器。
- 野蠻階段開始馴養動物，有農業、金屬加工及炼铜炼铁。
- 文明階段則是字母系統及寫作。

莱斯利·怀特是用各文化使用的能源來決定技術演進的程度。怀特定義文化的主要功用是「使用及控制能源」。怀特推導了以下的公式：
P = ET,
其中E是每人每年消耗的能源，T是能源利用程度的量度，P表示文明發展的程度。怀特認為「文明的演進代表每人每年消耗能源的增加，或是由能源作功的效率提昇」。怀特將人類的發展分為五個階段：
- 第一階段：只能使用自己的體力。
- 第二階段：馴養動物並利用動物的體力。
- 第三階段：利用植物的能源（新石器革命）。
- 第四階段：利用自然資源，像煤、石油及天然氣。
- 第五階段：利用核能。

蘇聯天文學家尼古拉·卡爾達肖夫根據上述理論提出了卡爾達肖夫指數，利用能源的使用量來為文明分類。

### 反對技術創新速率指數式增加觀點
有一些非主流的研究指出，當今全球範圍內創新的速率正在趨緩，而非加速。許布納（Jonathan Huebner）在2005年指出，根據美國專利數和世界科技突破的狀況來看，人類科技創新的速率在1873年達到頂峰，之後便開始趨緩。在他的文章當中，他曾問道：「科技（創新的）程度將會達到頂峰然後跌落到黑暗時代（的水準）？」在之後於《新科學人》的評論中，許布納提到說盡管他相信在2024年，科技創新的頻率會跌落到黑暗時代的水準，但這不表示他認為黑暗時代將會再次到來。盡管一些人質疑許布納創新速率正在下降的觀點，並認為科技創新的速率實際上是在加快的，但許布納的觀點獲得一些其他資料的支持。美國專利局在2010年的資料支持許布納的觀點；一篇2012年的研究也支持許布納的觀點。

## 技術時代

### 旧石器時代

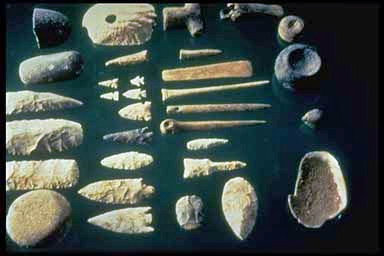
各種石器

石器時代的前期是舊石器時代，當時人類使用的工具不多，而且很少在一區域定居。最主要的技術和求生存、狩獵和採集食物有關。這個時期最重要的技術是火、石器及石製武器以及衣服。石器時代後期開始有農業技術雛形的發展，稱為新石器時代。當時會用許多堅硬的石頭（像燧石、翡翠、玉和绿片岩）製造拋光的石器，一開始石頭是來自採石場的採集，但後來是用地下挖隧道的方式開採，這也是探礦技術的第一步。拋光的斧頭在樹林的清除及作物的採集上相當有效，甚至在青銅及鐵發現後，也繼續用新發現的材料製作斧頭。

### 新石器時代
雖然舊石器時代沒有文字記載，可以由一些考古上的證據看出這個時期開始由游牧生活轉變成定居及農業生活，相關的證據包括考古中發現的工具、石洞壁画及其他原始藝術，像是維倫多爾夫的維納斯。人类遗骸也提供了一些直接證據，包括骨骸的檢驗及木乃伊的研究。雖然具体的证据有限，但科學家及歷史學家已經可以看出許多史前時代人類的生活方式、文化以及技術對當時生活的影響。

### 銅器及青銅時代

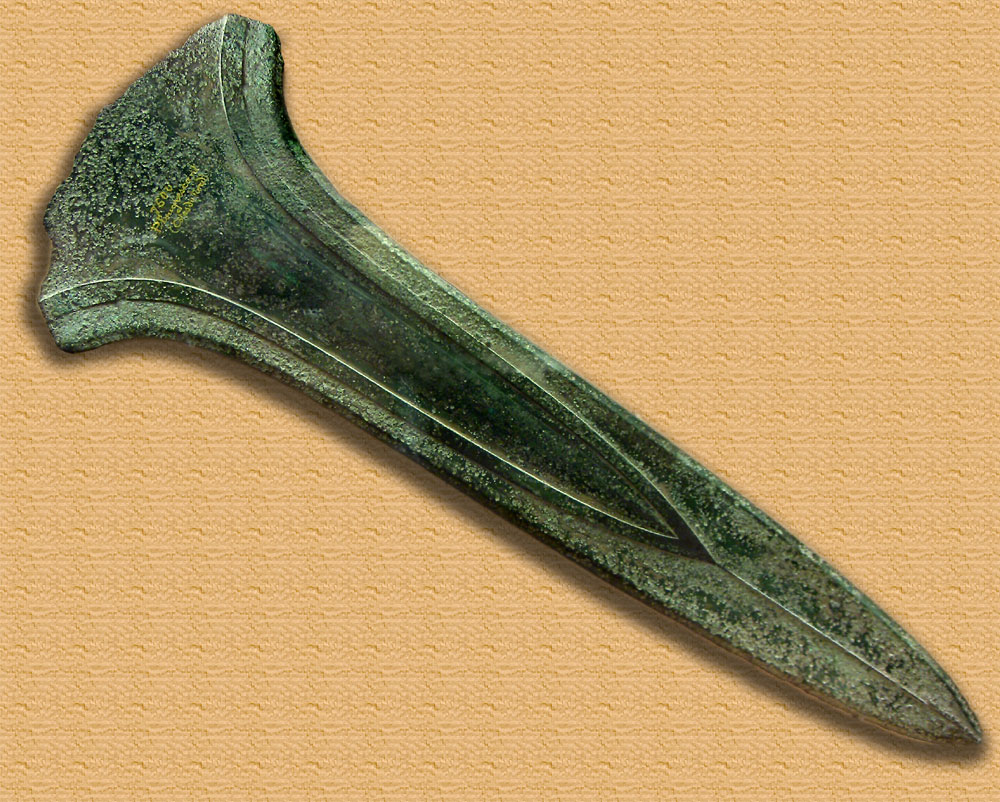
青銅時代後期的劍

石器時代的新石器革命對紅銅時代和青銅時代有很大的影響。新石器革命於距今一萬至七千年間在包括新月沃地、長江及黃河中下游等地的六個地區獨立發生，人類的生產方式從狩獵-採集模式到農業的巨大轉變，相關技術的演進包括農業的發展、動物的馴養及開始適應定居生活，因此也可以進行金屬冶煉，使用的材料為銅，以及由銅和錫組成的合金青銅，即所謂的紅銅時代和青銅時代。許多的工具也以銅和青銅為材料。不過因為金屬比較不易取得（尤其是錫），拋光石器仍使用相當長的一段時間。
由石器時代進入銅器時代的演進並不是普世性的。三時代系統無法準確的描述歐亞大陸以外族群的技術史發展．也不適用在一些孤立种群，像是孟加拉灣安達曼群島上的桑提內爾人以及許多的亞馬遜人，他們仍使用石器時代的技術，尚未進入銅器時代或沒有發展農業。

### 鐵器時代

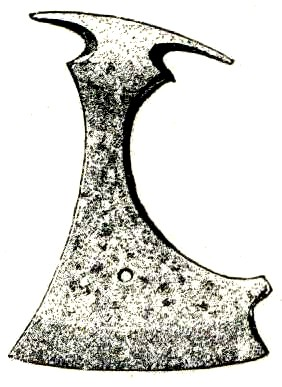
一只鐵的斧頭，是瑞典鐵器時代留下來的

鐵器時代開始了煉鐵的技術，因此可以製造比青銅更堅固、更輕也更便宜的工具。在許多歐洲文化中，鐵器時代是開始發展文字之前的最後一個時期，不過在其他地區則不一定。由於製造鋼需要高溫，不可能大量的生產鋼，但可以利用鍛造鐵，降低其碳含量的方式來製造鋼。鐵礦分布的範圍比銅礦或錫礦更廣。在歐洲建造了許多大型的丘陵要塞，可能作為戰時的避難所，或是作為定居之用。有時青銅時代遺留下來的要塞會再擴建。越來越多的土地是用鐵斧進行清理，因此可以提供更多農地給日益增加的人口。

## 年表
| 年份   | 事件                                          |
| ------ | --------------------------------------------- |
|        | 水車的发明和使用                              |
| 1765年 | 詹姆士·哈格里夫斯发明了珍妮纺纱机             |
| 1778年 | 约翰·哈林顿发明了抽水馬桶                     |
| 1781年 | 詹姆斯·瓦特改良了蒸汽机                       |
| 1814年 | 喬治·史蒂芬生发明了铁路                       |
| 1829年 | 理查·特里維西克发明了蒸汽機車                 |
| 1837年 | 摩斯发明了电报机                              |
| 1864年 | 路易·巴士德發明了巴士德消毒法                 |
| 1876年 | 亚历山大·格拉汉姆·贝尔发明了电话              |
| 1882年 | 首支抗狂犬病疫苗                              |
| 1885年 | 卡尔·本茨发明了汽车                           |
| 1903年 | 萊特兄弟发明了飛機                            |
| 1945年 | 人類首次使用原子彈                            |
| 1957年 | 蘇聯發射首架人造衛星                          |
| 1961年 | 人類試爆史上最強威力的核子彈-沙皇炸彈         |
| 1969年 | 人類成功登陸月球                              |
| 1969年 | 互聯網的前身，ARPANET正式運作                 |
| 1991年 | 蒂姆·伯纳斯-李發明了World Wide Web            |
| 1994年 | 全球定位系統建成                              |
| 2001年 | 維基百科面世                                  |
| 2005年 | 人類基因組計劃基本完成                        |
| 2007年 | 首部iPhone面世                                |
| 2009年 | 中本聰發明了比特幣                            |
| 2010年 | 首部iPad面世                                  |
| 2018年 | 國際電訊聯盟公布，全球互聯網使用率首次超越50% |
| 2022年 | 大型語言模型ChatGPT面世                       |